# La battaglia di Russia
La battaglia di Russia è un film di propaganda statunitense del 1943 diretto da Frank Capra e Anatole Litvak, quinto episodio della serie Why We Fight, realizzata dal Dipartimento della Guerra degli Stati Uniti durante la seconda guerra mondiale.
Il film, che fu diviso in due parti, è il più lungo di tutta la serie e nello stesso anno in cui fu rilasciato vinse il National Board of Review Awards come miglior documentario insieme a Preludio alla guerra.

## Trama
Il film incomincia con la voce narrante (in questo caso data da Walter Huston) che fornisce una panoramica storica sui precedenti interventi militari fallimentari che diversi stati intrapresero al fine di conquistare la Russia. Viene dunque citato il tentativo di conquistare la Russia da parte dei Cavalieri Teutonici nel 1242 (i registi si servirono in questo punto di alcuni spezzoni del film sovietico diretto da Sergei Eisenstein Aleksandr Nevskij), quello di Carlo XII di Svezia avvenuto nel 1704 (in questo caso, estrapolarono alcune parti del film di Vladimir Petrov Pietro il Grande), quello di Napoleone del 1812 e infine quello effettuato dall'Impero tedesco durante la prima guerra mondiale.
Il narratore si accinge a descrivere dunque il freddo clima e le risorse naturali che caratterizzano l'Unione Sovietica e che per tali motivi è stata un'ambita meta per molti conquistatori. Al fine di fornire un'impressione positiva dell'Unione Sovietica al pubblico americano, il film sottolinea e mette principalmente in luce la diversità etnica della nazione, mostrando elementi della cultura russa conosciuti da tutti gli statunitensi (viene, ad esempio, citato spesso il romanzo Guerra e pace di Tolstoj), non a caso come musiche furono utilizzate spesso quelle del compositore Pyotr Ilyich Tchaikovsky. Sempre a tal proposito, il comunismo non viene mai menzionato per tutta la pellicola, infatti è la Chiesa ortodossa che viene descritta come la principale forza russa che si oppone all'invasione nazista. 
Il narratore incomincia dunque a parlare della campagna dei Balcani voluta dall'Asse, che viene descritta come un'azione effettuata al fine di evitare una possibile contro-invasione durante la futura campagna di Russia del 22 giugno 1941. Viene dunque descritta la tattica utilizzata dalle forze tedesche, la keil und kessel, e quella utilizzata dall'esercito sovietico, la così detta difesa elastica. Per sottolineare ancor di più il coraggio e l'ingegno strategico sovietico, vengono delineate inoltre altre tattiche utilizzate dai Russi, come quella della guerra urbana, utilizzata soprattutto nella sanguinosa battaglia di Stalingrado, quella della terra bruciata e le varie attività di guerriglia effettuate all'interno delle linee nemiche. Un'ultima descrizione dell'assedio di Leningrado e della battaglia di Stalingrado concludono la pellicola.
Il film, come gli altri lungometraggi della serie Why We Fight, non cita e omette volutamente diversi episodi che avrebbero potuto gettare l'Unione Sovietica in cattiva luce. Non vengono infatti menzionate: l'occupazione dei paesi baltici, la guerra combattuta contro la Finlandia, l'occupazione della Bessarabia e della Bucovina settentrionale e l'invasione sovietica della Polonia e le atrocità che i soldati russi commisero in quei luoghi.
Anche per tali ragioni, la pellicola, completamente in linea con la propaganda sovietica, fu distribuita nella stessa Unione Sovietica, nella quale fu ampiamente lodata sia dal pubblico che dalla critica. Durante la guerra fredda, il film fu ritirato dalla circolazione dal governo statunitense. Quando al regista Capra fu chiesto il motivo per cui parte della storia fu omessa dalla pellicola, egli commentò: "Abbiamo avuto diversi problemi politici con quel film. Il problema era che moltissimi fra quelli dalla nostra parte non ne volevano sapere nulla del comunismo. Eravamo loro alleati, ma nulla di più. Il comunismo non era qualcosa che desideravamo. Quindi ci siamo tenuti lontani dalla politica e abbiamo reso la storia una sorta di battaglia popolare."

## Riconoscimenti
- 1943 - National Board of Review
  - Miglior documentario[4]
- 1944 - Premio Oscar
  - Candidatura a miglior documentario[5]